# Messier 3
Messier 3 (M3)  även känd som NGC 5272 är en klotformig stjärnhop i stjärnbilden Jakthundarna. Den upptäcktes den 3 maj 1745 av Charles Messier som införde den som nummer 3 i sin katalog över ickekometliknande objekt. Messier misstog ursprungligen objektet för en nebulosa utan stjärnor. Detta misstag korrigerades efter att stjärnorna upplöstes av William Herschel omkring 1784. Sedan dess har den blivit en av de bäst studerade klotformiga stjärnhoparna. Identifieringen av hopens ovanligt stora variabla stjärnpopulation påbörjades 1913 av den amerikanska astronomen Solon Irving Bailey och nya variabla stjärnor har fortsatt att identifieras. 
Stjärnhopen är en av de största och ljusaste på himlen och den består av ca 500 000 stjärnor. Den befinner sig på ett avstånd av ca 33 900 ljusår från jorden. M3 har en skenbar magnitud på 6,2, vilket innebär att den går att observera med blotta ögat under mycket gynnsamma förhållanden. Med ett teleskop i måttlig storlek han hopen helt definieras. Den kan hittas genom att titta nästan exakt halvvägs längs den nordvästra linjen som skulle gå med Arcturus (α Boötis) till Cor Caroli (α Canum Venaticorum). Med hjälp av ett 10-tums teleskop kan hopen observeras som en ljus kärna med en diameter på ca 6 bågminuter och spänner över totalt dubbelt så mycket.

## Egenskaper

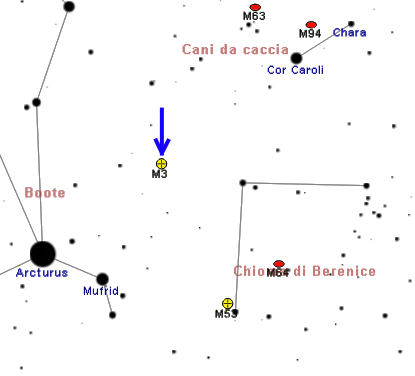
Arcturus och Cor Caroli kan tagas till hjälp för att lokalisera M3

Messier 3 uppskattas vara 11,4 miljarder år gammal. Den är belägen på 32 615,64 ljusårs (10 kpc) avstånd från jorden.
Messier 3 är ganska isolerad vid 31 600 ljusår (9,7 kpc) ovanför det galaktiska planet och ungefär 38 800 ljusår (11,9 kpc) från vintergatans centrum. Den innehåller 274 kända variabla stjärnor, överlägset mest funna i någon klotformig stjärnhop. Bland dessa finns 133 RR Lyrae variabler, varav ungefär en tredjedel visar Blazhko-effekten av långperiodig modulering. Det totala överskottet av andra element än väte och helium, som astronomer kallar metalliciteten, ligger i intervallet -1,34 till -1,50 dex. Detta värde ger logaritmen av överskott i förhållande till solen och den faktiska andelen är 3,2–4,6 procent jämfört med solens. Messier 3 är prototypen för stjärnhop av Oosterhoff typ I, som anses vara "metallrik". Det vill säga för en klotformig stjärnhop har Messier 3 ett relativt högt överskott av tyngre element.